# Сандвельд

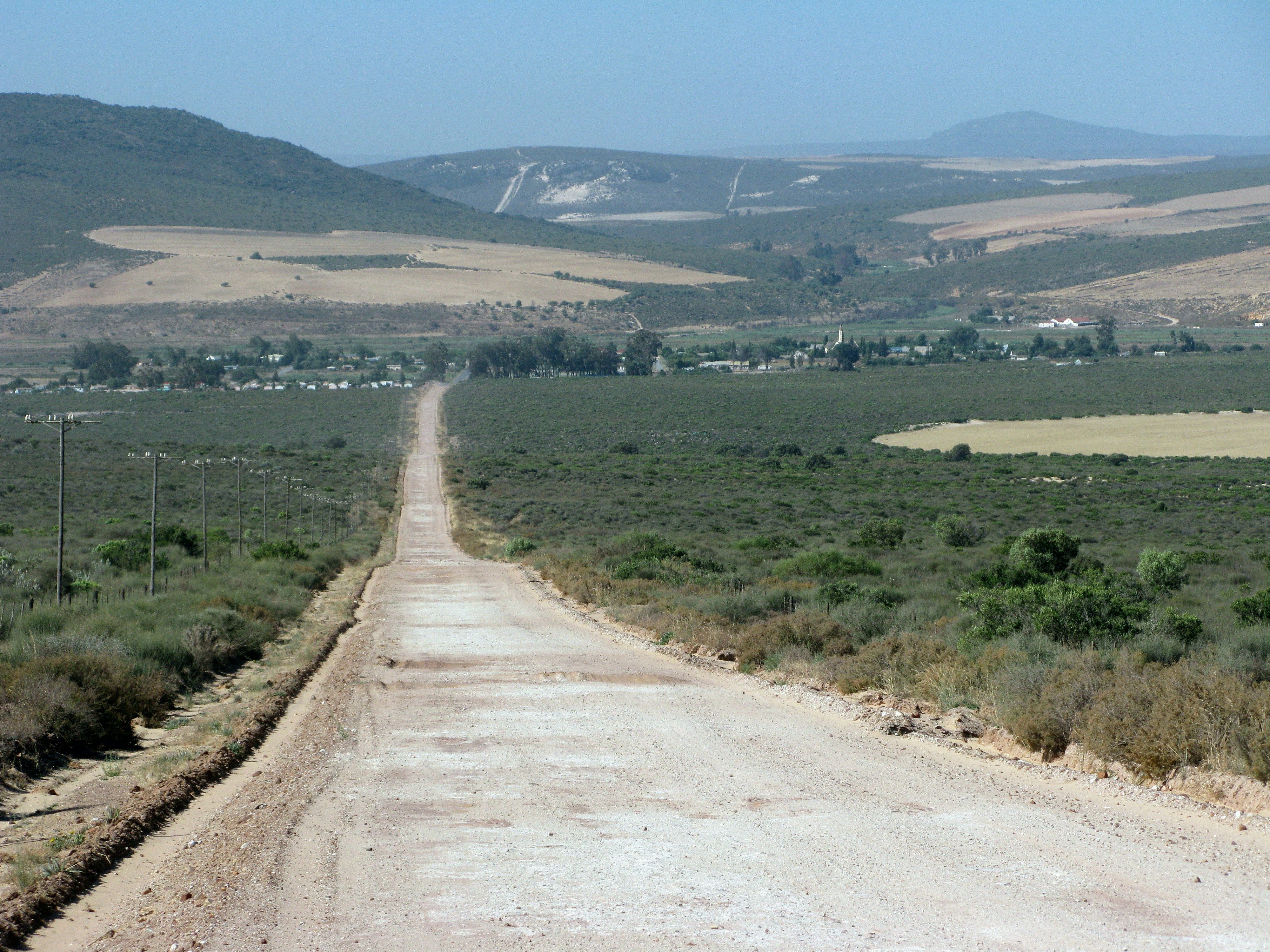
Сільськогосподарська територія в Сандвельді поблизу Ределінгхейса

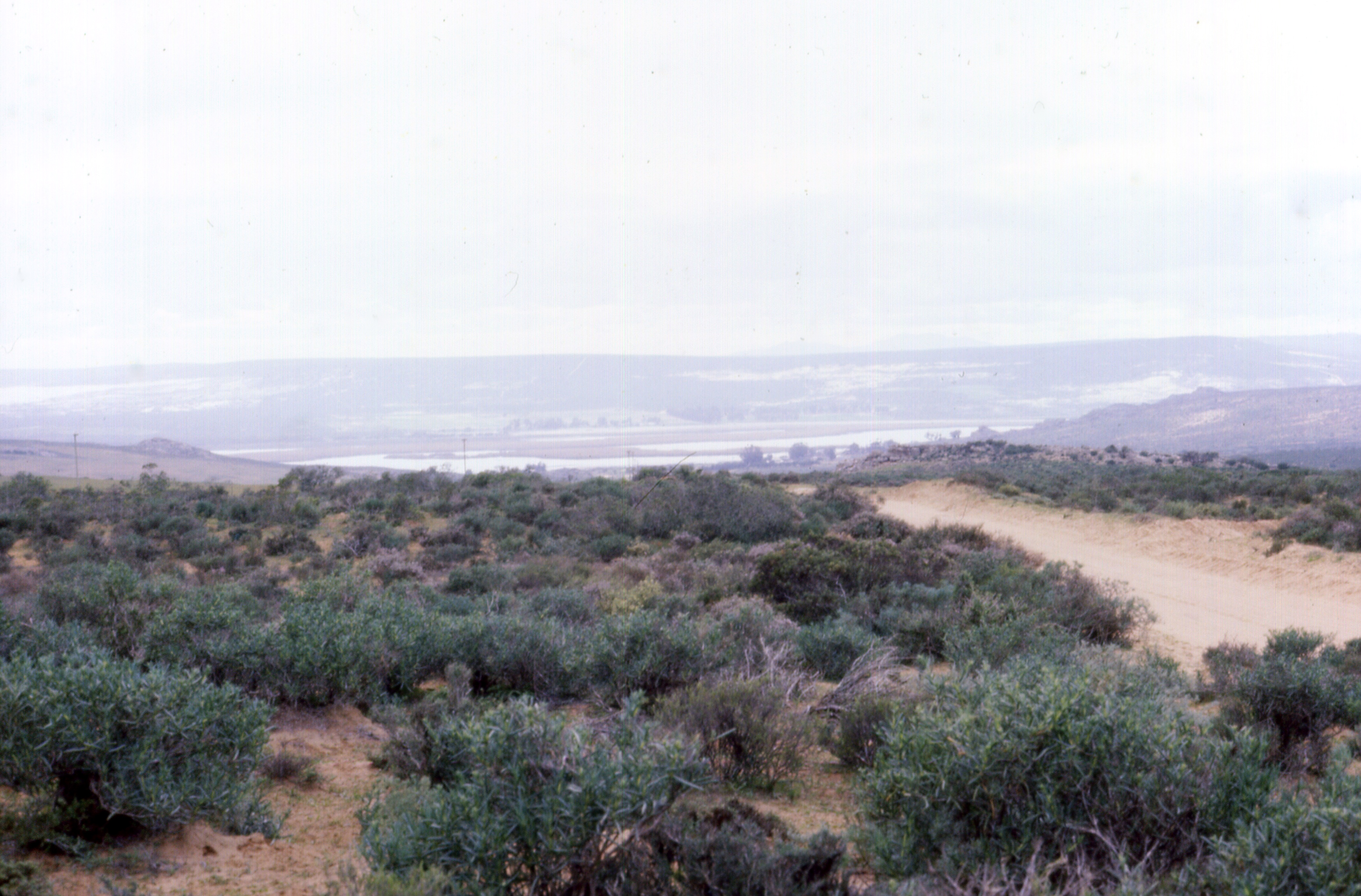
Прибережний ландшафт в Еландській затоці

32°30′00″ пд. ш. 18°25′00″ сх. д. / 32.5° пд. ш. 18.416666666667° сх. д.
Сандвельд (англ. Sandveld) — екорегіон в Південно-Африканській Республіці. Це вузька, малонаселена смуга землі між районами Вест-Кост і Свартленд, від Гоупфілда на півдні до Луцвіля на півночі. Територія обмежена гирлами річок Кейп-Оліфантс і Фолс-Бей.
Назва регіону походить від поширених тут піщаних ґрунтів.

## Географія
На сході Сандвельд межує з горбистим рельєфом Свартланда. Рухомі дюни на мисі Колумбайн характеризують ландшафт, який простягається до 60 кілометрів углиб країни. Він досягає найменшого розміру, лише 5 кілометрів у ширину, у Блубергстранді на Столовій затоці. У Мамре та Дарлінгу деякі арочні гранітні вершини виходять із піщаного ландшафту, включаючи гору Дассенберг, заввишки 568 метрів. Між Санкт-Геленабаї та затокою Салданья гранітний масив Вреденбург-Лангебан утворює скелі висотою до 260 метрів, місцями з крутим схилом до узбережжя. Кілька скель столового гірського пісковика височіють максимум на 30 метрів над плоскими піщаними ділянками узбережжя. Через майже безперервний вітер з півдня і південного сходу на мисі Флетс утворилися піщані дюни на глибину до 10 кілометрів.
До регіону Сандвельд також входять лагуна Лангебан і однойменний гранітний півострів. Його перетинають дюни висотою від 30 до 60 метрів. Тут є значні шари гуано, що відкладені на гранітних поверхнях колоніями морських птахів. На півночі Сандвельда дуже мало водотоків. На відстані 120 кілометрів між гирлом Кейп-Оліфантс і річкою Санкт-Гелен лише п'ять русел пересихаючих річок перетинають прибережну смугу з рідкісною рослинністю та високими дюнними зонами. Навіть у дощову зиму ці річки наповнюються лише спорадично.
Подібно до Намакваленду, весною килими з квітів покривають пересохлу влітку землю.

## Економіка
В регіоні розташовані міста Графвотер, Ламбертс-Бей, Лейпольдвіль і Ределінгхейс розташовані в цій області. Основою економіки регіону є сільське господарство. Тут розводять велику рогату худобу та овець, вирощують пшеницю та овочі. Регіон є центром картоплярства Південної Африки.